# David Petersen (Komponist)
David Petersen (* um 1650 in Lübeck; † 1737 in Amsterdam) war ein aus Norddeutschland stammender Komponist und Violinist.

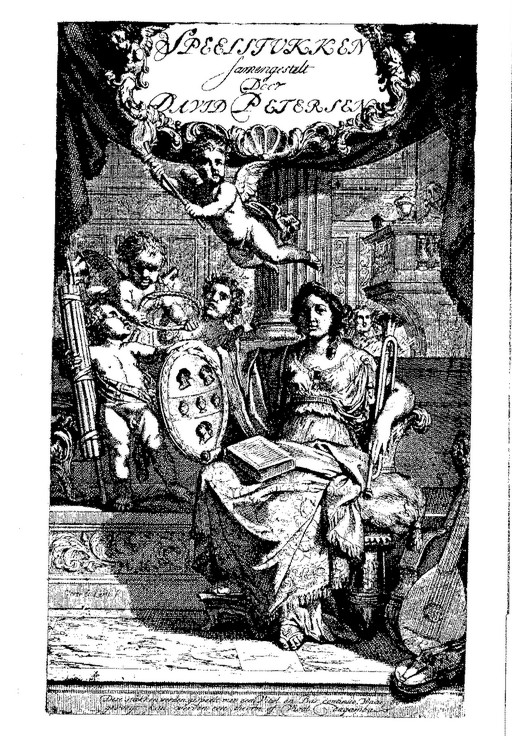
Titelblatt der Speelstukken

## Leben
Petersen wurde musikgeschichtlich durch seine „Speelstukken“ für Violine und B.c. bekannt, die 1683 in Amsterdam veröffentlicht wurden.
Er wurde als Sohn einer reichen Familie geboren und heiratete 1679 in Amsterdam, er gab bei der Eheschließung an, 28 Jahre alt und von Beruf Kaufmann zu sein.
Über Petersens Ausbildung als Musiker können mit heute bekannten Fakten aus dem Lübeck seiner Zeit Vermutungen angestellt werden. Das Wirken von Franz Tunder und Dietrich Buxtehude, eminente Musiker seiner Heimatstadt, mit ihren heute noch wöchentlich stattfindenden Abendmusiken, wird Petersen sicherlich beeinflusst haben. Im zweiten Drittel des 16. Jahrhunderts war in Lübeck der virtuose Violinist Nicolaus Bleyer tätig, der etliche Schüler hatte. Denkbar, dass Petersens Lehrer aus dessen Umfeld kam. Darüber hinaus fand schon damals ein reger kultureller Austausch zwischen den Städten der Hanse statt, den Wirkungsstätten von Meistern wie Johann Schop, Johann Valentin Meder oder Nathanael Schnittelbach.

## Werk
Die „Speelstukken“ zeugen von geigerischen und kompositorischen Qualitäten ihres Schöpfers. Sie erinnern sehr an die Werke von Johann Jakob Walther, Westhoff und Biber. Vor allem muss Petersen die „Scherzi“ für Solovioline und B.c. Walthers von 1676 gut gekannt haben, da seine Werke diesen in weiten Passagen sehr ähneln und verschiedene Themen übernommen wurden.
Trotz der Originalität und Qualität der „Speelstucken“ wurden in der Folgezeit nur wenige Werke von Petersen publiziert, dazu gehören die 24 Lieder „Zede- en Harpgezangen, met Zangkunst verrykt door David Peetersen“ für eine Singstimme und B.c. (Amsterdam, 1694), nach Texten seines Freundes, des Rechtsgelehrten und Dichters Abraham Alewijn, der auch Pate seiner jüngsten Tochter war. Außerdem die Liedersammlung „Boertige en ernstige Minnezangen“ (1705).

## Diskografie
- David Petersen, (9) Speelstukken, The Rare Fruits Council, Solist Manfredo Kraemer, Astrée, 1998